# San Giovanni Rotondo
San Giovanni Rotondo es una localidad y comune italiana de la provincia de Foggia, región de Apulia, con 27.100 habitantes.

## Evolución demográfica
| Gráfica de evolución demográfica de San Giovanni Rotondo entre 1861 y 2001 |
|                                                                            |
| Fuente ISTAT - elaboración gráfica de Wikipedia                            |